# パラサイト・ファイター

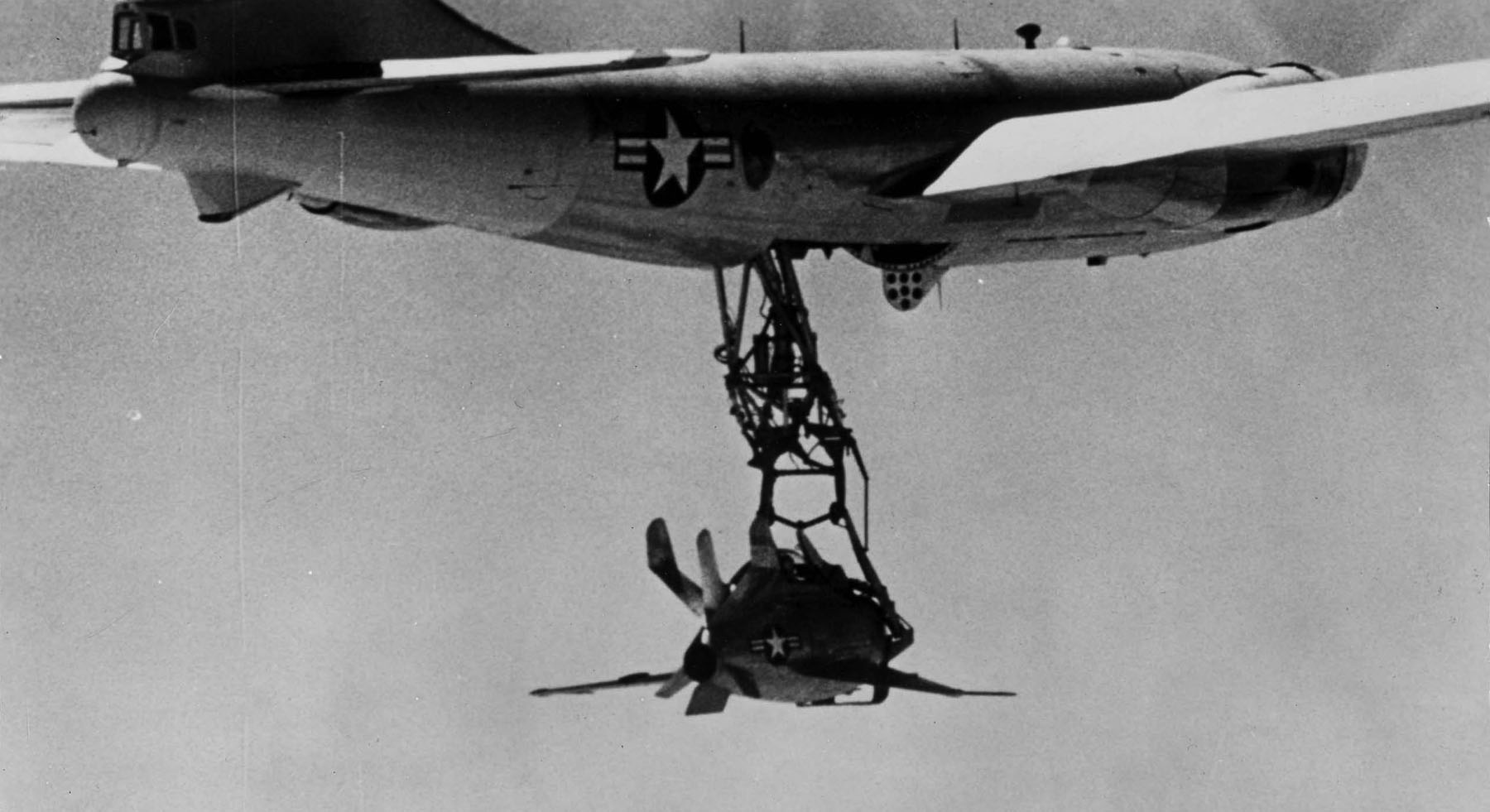
B-29から吊り下げられたXF-85

パラサイト・ファイター(Parasite fighter)は、戦闘機を大型爆撃機などに搭載して戦域まで運び、戦域で発進させて護衛の用途に使用しようという構想のもとに、製造または改造された戦闘機である。寄生虫戦闘機、寄生戦闘機、親子戦闘機などとも呼ばれる。航続距離の短い戦闘機が航続距離の長い爆撃機を護衛するために検討された手法であり、何度か計画されたものの、空中給油が実用化されたことに伴い、この手法は大規模な実運用には至らなかった。

## 概要
初期のパラサイト・ファイターとしては1918年にイギリス空軍が、ソッピース キャメルを軍用飛行船HMA23から発進させている。1925年にもR33とグロスター グリーブで実験された。その後、アメリカ海軍も飛行船（アクロンとメイコン）とF9C スパローホークで試験を行った。
最初にパラサイト・ファイターを運ぶ爆撃機の実験を行ったのは、ソ連の航空機設計家ヴラヂーミル・セルゲーエヴィチ・ヴァフミストローフで、1931年から試みられた。最終的なズヴェノーSPBでは、ツポレフTB-3によって5種類の戦闘機が運ばれることとなった。1941年には、TB-3がポリカールポフSPB（爆装したI-16）を運んでルーマニアのネグラ・ヴォダ橋の攻撃をするという実戦参加が行われた。
第二次世界大戦後期にドイツ空軍がMe328をパラサイト・ファイターとして実験したが実現しなかった。アラドE.381とゾンボルトSo344は計画だけで終わった。また、「ファイター」ではなく運ばれる子機自身が爆弾だが、V1飛行爆弾をHe111から空中発射させることもした。また、親子が逆転し、有人戦闘機と無人爆撃機を結合したミステルも実戦投入された。
日本では一式陸上攻撃機から発進させる桜花も広い意味での親子航空機であった。子機の桜花は自力で離陸する能力を持たなかったのと、航続距離が非常に限られていたためである。最初の作戦で15機が投入されたものの全機が母機もろとも撃墜されるなど、当たれば効果はあったものの期待に全く応えることなく、いたずらに犠牲を出すだけに終わった。
東西冷戦の初期アメリカ空軍も、コンベアB-36爆撃機の護衛のためにいろいろなパラサイト・ファイターを計画した。たとえば、XF-85ゴブリンを爆弾槽に搭載する方法やF-84サンダージェットを爆撃機の翼端にドッキングさせる方法（トムトム計画）である。これらの計画は試験のみで中止された。なお、偵察用のRF-84をB-36爆撃機の爆弾槽にとりつける「FICON計画」は、1955年から1957年にかけて配備が行われた。

## 軍事利用としての中止
パラサイト・ファイターは、上記したように一部で実戦配備されたものの、その後は廃れてしまった。廃れた原因としては、
- 大型な母機に、重量のある子機を搭載した状態では機動力が低下する。
  - 一式陸攻と桜花がこの代表的な例。絶対的な制空権を握っていなければ、鈍重な母機は不意打ちに非常に弱い。
- 子機の大きさや重量に制限があること。
  - XF-85ゴブリンがこれにあたる。爆弾倉に入る大きさにしなければならなかったため機体が非常に小型になり、同時に戦闘機として必要な機動性も奪われた。
- 航空機の能力が上がり、航続距離が伸びたこと。
- 空中給油と空中給油機が発達したこと。
  - 給油する装置さえ装備していれば、小型機・大型機にかかわらず給油を受けることができる。パラサイトするのでは母機子機ともに非常に制約を受ける。
- 母機とドッキングするとき、子機のパイロットに高い技術が求められる。
  - XF-85が母機と再ドッキングできず、エドワーズ空軍基地に不時着している。仮にドッキングを強行しようとしていたら、母機のB-36に衝突し、母機もろとも墜落していた危険もあった。
- 各種長距離ミサイルが実用化されたこと。
  - 技術的困難を伴う再ドッキングが不要な使い捨て型の小型無人機とも言えるミサイルがあれば、スタンドオフ攻撃が可能となり、パラサイト・ファイターを使用する必要性がなくなる。

などが挙げられる。

## 戦闘機以外のパラサイト機

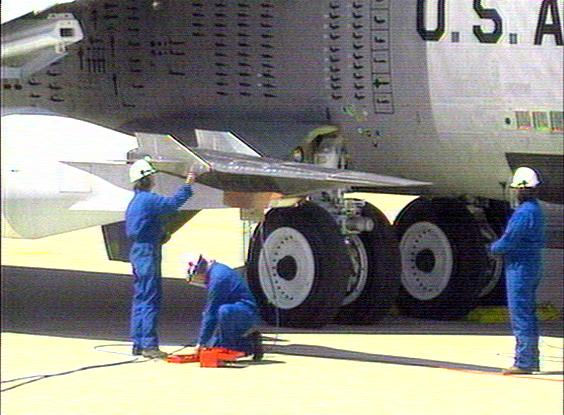
B-52の翼下に取り付けられるペガサスロケットと、その先端に搭載されるX-43

爆撃機護衛としてのパラサイト機は結局なくなったが、それ以外でのパラサイト機は現在も限定的ではあるが使われている。
多くは、自力で離陸する能力を持たない機体を離陸させる手段としてのパラサイト機である。
X-15などの実験機や空中発射ロケット、使い捨ての標的機などはB-52などの大型機の翼下や胴体下に取り付けられて離陸し、ある程度の高度で切り離されてから自機のエンジンをスタートさせる。音速を最初に突破したベルX-1も、B-29の翼下に取り付けられ、空中発射する方式をとっていた（ベルX-2も同じ）。また、スペースシャトルがまだ大気圏内のみで滑空実験を行っていたときは、ボーイング747の背中にオービターを載せ、そこから切り離して母機は急降下し、子機となるオービターは滑空している。
スペースシップワンとその母機ホワイト・ナイトも同様の方式だが、これは自力離陸能力を持たせなければ子機が軽量になり、母機から発射させれば高度も稼げるため、子機に搭載する燃料を抑えるためでもある。スペースシップワンは宇宙往還機とはいえ弾道軌道（ごく平たく言えば、直上へ打ち上げた銃弾がどこかで速度0になり、以降は落ちてくる軌道）であるため、第一宇宙速度に必要なほどの莫大な運動エネルギーを必要とせず、母機から切り離される高度でもそれなりのエネルギーを節約できる。
なお、スペースシャトルの発展型の案として、子機も母機も再使用可能な宇宙往還機の構想が出たこともある。スペースシャトルで再使用されるのはオービターとブースターだけで外部燃料タンクは使い捨てであり、ブースターが再使用されると言ってもかなり無理がある。これを2段式のシャトルにして、1段目をある程度の高度まで運び、子機に速度を与えるブースター、2段目を低軌道まで行くシャトルにする案である。
ただ、これはまだシャトル開発が熱気と希望を持っていた頃の案であって、チャレンジャー号爆発事故で急速にシャトル熱は冷め、巨大なオービター（空虚重量だけで78トン。これに上昇時の推進剤と宇宙まで持っていく荷物の重さが加わる）と、さらに巨大なブースターを作るためには莫大な開発費と制作費が必要になること、再使用型宇宙往還機の有用性（安全性、コストなど）に対する疑問視などが要因となり現実的な案は出ていない。

## フィクションでのパラサイト機
実戦では潜水空母同様ほとんどその有効性が見出されなかったパラサイト機だが、フィクションで扱われる場合がある。
エースコンバット3 エレクトロスフィア
母機「R-531 モビュラ」によって作戦空域まで運ばれる奇襲作戦専用のパラサイト機「R-311 レモラ」を操作するミッションがある。
エースコンバット7 スカイズ・アンノウン
無人戦闘機「MQ-101」が登場。超大型無人全翼機「アーセナルバード」に半埋め込み式で多数の機体が搭載されており、寄生戦闘機として運用することでアーセナルバードに空中空母としての役割を与えている。
ガンダムシリーズ
モビルスーツバリエーション
デプ・ロッグ爆撃機からの空中発進・収容が可能な高高度迎撃機であるフライダーツが登場。FICON計画との類似性にも言及されている。
機動戦士ガンダム サンダーボルト
コア・ファイターがミデア輸送機の翼下から投下されて展開し、寄生戦闘機として使用される場面がある。
星のパイロットシリーズ
空中発射型の宇宙船「SB-911C ダイナソアC」が登場。母機にはB-58やXB-70を使用。帰還時は基本的にスペースシャトルなどと同様に滑走路に着陸するが、作中ではB-58への空中ドッキングも行われた。
メタルギアソリッド3
スネークイーター作戦でソ連に再度潜入する際に、敵戦闘機の追跡を掻い潜る目的で使用された。
レッドサン ブラッククロス
日本海軍の寄生戦闘機「A11N1 旭光」が登場。母機は富嶽の派生型である「L10N2 八式航空援護機」。戦闘後の回収率が低く実戦投入は1度に止まったとされる。
機神兵団
空中機動型機神「風神」は超重爆「富岳」を改造した母機に搭載されており、空中から発進する。「風神」には地上から発進する能力がないため、母機が必須となっている。